# Vaire-le-Petit
Vaire-le-Petit és un municipi francès situat al departament del Doubs i a la regió de Borgonya - Franc Comtat. L'any 2007 tenia 195 habitants.

## Demografia

### Població
El 2007 la població de fet de Vaire-le-Petit era de 195 persones. Hi havia 86 famílies de les quals 20 eren unipersonals (4 homes vivint sols i 16 dones vivint soles), 39 parelles sense fills i 27 parelles amb fills.
La població ha evolucionat segons el següent gràfic:
Habitants censats

### Habitatges
El 2007 hi havia 91 habitatges, 83 eren l'habitatge principal de la família, 3 eren segones residències i 4 estaven desocupats. 89 eren cases i 2 eren apartaments. Dels 83 habitatges principals, 78 estaven ocupats pels seus propietaris i 6 estaven llogats i ocupats pels llogaters; 2 tenien dues cambres, 7 en tenien tres, 18 en tenien quatre i 57 en tenien cinc o més. 79 habitatges disposaven pel capbaix d'una plaça de pàrquing. A 30 habitatges hi havia un automòbil i a 46 n'hi havia dos o més.

### Piràmide de població
La piràmide de població per edats i sexe el 2009 era:
| Homes | Edats   | Dones |
| ----- | ------- | ----- |
| 0     | 95 o +  | 0     |
| 0     | 90 a 94 | 0     |
| 0     | 85 a 89 | 0     |
| 0     | 80 a 84 | 0     |
| 0     | 75 a 79 | 4     |
| 0     | 70 a 74 | 0     |
| 12    | 65 a 69 | 12    |
| 8     | 60 a 64 | 4     |
| 16    | 55 a 59 | 8     |
| 8     | 50 a 54 | 12    |
| 4     | 45 a 49 | 12    |
| 4     | 40 a 44 | 4     |
| 16    | 35 a 39 | 16    |
| 0     | 30 a 34 | 0     |
| 4     | 25 a 29 | 0     |
| 8     | 20 a 24 | 8     |
| 4     | 15 a 19 | 4     |
| 0     | 10 a 14 | 12    |
| 8     | 5 a 9   | 4     |
| 0     | 0 a 4   | 12    |

## Economia
El 2007 la població en edat de treballar era de 112 persones, 85 eren actives i 27 eren inactives. De les 85 persones actives 80 estaven ocupades (41 homes i 39 dones) i 5 estaven aturades (1 home i 4 dones). De les 27 persones inactives 16 estaven jubilades, 3 estaven estudiant i 8 estaven classificades com a «altres inactius».

### Ingressos
El 2009 a Vaire-le-Petit hi havia 85 unitats fiscals que integraven 205 persones, la mediana anual d'ingressos fiscals per persona era de 20.866 €.

### Activitats econòmiques
Dels 5 establiments que hi havia el 2007, 1 era d'una empresa de fabricació d'altres productes industrials, 1 d'una empresa de comerç i reparació d'automòbils, 1 d'una empresa d'hostatgeria i restauració, 1 d'una empresa de serveis i 1 d'una empresa classificada com a «altres activitats de serveis».
Dels 2 establiments de servei als particulars que hi havia el 2009, 1 era un taller de reparació d'automòbils i de material agrícola i 1 restaurant.

## Poblacions més properes
El següent diagrama mostra les poblacions més properes.